# Operación Hardtack II
La Operación Hardtack II fue una serie de 37 pruebas nucleares ―entre las 1054 que Estados Unidos hizo detonar entre 1945 y 1992― llevadas a cabo en 1958 en el Sitio de Pruebas de Nevada.
Con las moratorias de prueba en el horizonte, los laboratorios de armas estadounidenses se apuraron por crear muchos nuevos diseños. Después de la conclusión de Hardtack II, Estados Unidos anunció una moratoria unilateral de pruebas, a la que la Unión Soviética se acogió hasta septiembre de 1961 (en que la Unión Soviética reanudó sus ensayos nucleares). Estados Unidos hizo lo mismo, iniciando la operación Nougat.
| Bomba      | N.º | Año  | Fecha | Hora (GMT) | Área en el SPN | Potencia   | Imagen |
| ---------- | --- | ---- | ----- | ---------- | -------------- | ---------- | ------ |
| Otero      | 1   | 1958 | 09-12 | 20:00      | Área 3         | 0,038 kt   |        |
| Bernalillo | 2   | 1958 | 09-17 | 19:30      | Área 3         | 0,015 kt   |        |
| Eddy       | 3   | 1958 | 09-17 | 14:00      | Área 7         | 0,083 kt   |        |
| Luna       | 4   | 1958 | 09-21 | 19:00      | Área 3         | 0,0015 kt  |        |
| Mercury    | 5   | 1958 | 09-23 | 22:00      | Área 12        | 0,0001 kt  |        |
| Valencia   | 6   | 1958 | 09-26 | 20:00      | Área 3         | 0,0020 kt  |        |
| Mars       | 7   | 1958 | 09-28 | 00:00      | Área 12        | 0,0130 kt  |        |
| Mora       | 8   | 1958 | 09-29 | 14:05      | Área 7         | 2,0000 kt  |        |
| Hidalgo    | 9   | 1958 | 10-05 | 14:10      | Área 7         | 0,077 kt   |        |
| Colfax     | 10  | 1958 | 10-05 | 16:15      | Área 3         | 0,0055 kt  |        |
| Tamalpais  | 11  | 1958 | 10-08 | 22:00      | Área 12        | 0,0720 kt  |        |
| Quay       | 12  | 1958 | 10-10 | 14:30      | Área 7         | 0,0790 kt  |        |
| Lea        | 13  | 1958 | 10-13 | 13:20      | Área 7         | 1,4000 kt  |        |
| Neptune    | 14  | 1958 | 10-14 | 18:00      | Área 12        | 0,1150 kt  |        |
| Hamilton   | 15  | 1958 | 10-15 | 16:00      | Área 5         | 0,00120 kt |        |
| Logan      | 16  | 1958 | 10-16 | 06:00      | Área 12        | 5,0000 kt  |        |
| Dona Ana   | 17  | 1958 | 10-16 | 14:20      | Área 7         | 0,0370 kt  |        |
| Vesta      | 18  | 1958 | 10-17 | 23:00      | Área 9         | 0,0240 kt  |        |
| Río Arriba | 19  | 1958 | 10-18 | 14:25      | Área 3         | 0,0900 kt  |        |
| San Juan   | 20  | 1958 | 10-20 | 14:30      | Área 3         | 0,0000 kt  |        |
| Socorro    | 21  | 1958 | 10-22 | 13:30      | Área 3         | 6,0000 kt  |        |
| Wrangell   | 22  | 1958 | 10-22 | 16:50      | Área 5         | 0,1150 kt  |        |
| Oberon     | 23  | 1958 | 10-22 | 20:30      | Área 8         | 0,0000 kt  |        |
| Rushmore   | 24  | 1958 | 10-22 | 23:40      | Área 9         | 0,1880 kt  |        |
| Catron     | 25  | 1958 | 10-24 | 15:00      | Área 3         | 0,0210 kt  |        |
| Juno       | 26  | 1958 | 10-24 | 16:01      | Área 9         | 0,0017 kt  |        |
| Ceres      | 27  | 1958 | 10-26 | 04:00      | Área 3         | 0,0007 kt  |        |
| Sanford    | 28  | 1958 | 10-26 | 10:20      | Área 5         | 4,9000 kt  |        |
| De Baca    | 29  | 1958 | 10-26 | 16:00      | Área 7         | 2,2000 kt  |        |
| Chávez     | 30  | 1958 | 10-27 | 14:30      | Área 3         | 0,0006 kt  |        |
| Evans      | 31  | 1958 | 10-29 | 00:00      | Área 12        | 0,0550 kt  |        |
| Mazama     | 32  | 1958 | 10-29 | 11:20      | Área 9         | 0,0000 kt  |        |
| Humboldt   | 33  | 1958 | 10-29 | 14:45      | Área 3         | 0,0078 kt  |        |
| Santa Fe   | 34  | 1958 | 10-30 | 03:00      | Área 7         | 1,3000 kt  |        |
| Ganymede   | 35  | 1958 | 10-30 | 11:00      | Área 9         | 0,0000 kt  |        |
| Blanca     | 36  | 1958 | 10-30 | 15:00      | Área 12        | 22,0000 kt |        |
| Titania    | 37  | 1958 | 10-30 | 20:34      | Área 3         | 0,0002 kt  |        |